# Milovická tabule
Milovická tabule je geomorfologický okrsek v severní části Nymburské kotliny, ležící v okresech Nymburk a Mladá Boleslav.

## Poloha a sídla
Území okrsku se nachází mezi sídly Lysá nad Labem na západě, Loučeň na severu, Velenice na východě a Nymburk na jihu. Zcela uvnitř okrsku leží město Milovice.

## Geomorfologické členění
Okrsek Milovická tabule (dle značení Jaromíra Demka VIB–3A–2) náleží do celku Středolabská tabule a podcelku Nymburská kotlina.
Dále se již nečlení.
Tabule sousedí s dalšími okrsky Středolabské tabule: Středolabská niva na jihozápadě, Poděbradská rovina na jihu, Ovčárská pahorkatina na jihovýchodě, Královéměstecká tabule na východě, Rožďalovická tabule na severovýchodě, Staroboleslavská rovina na západě. Dále sousedí s celkem Jizerská tabule na severozápadě.

## Významné vrcholy
- Vrchy (219 m)
- Na Čilečku (201 m)

Nejvyšším bodem okrsku je okrajová vrstevnice (225 m) při hranici s Jizerskou tabulí.